# Sveti Nikole
Sveti Nikole (makedonski: Свети Николе) je grad od 13,746 stanovnika, u središnjem dijelu Republike Sjeverne Makedonije. Sveti Nikole je sjedište istoimene Općine Sveti Nikole koja ima 18.497 stanovnika (popis iz 2002.). 
Nalazi se na sjevernom rubu prostrane kotline Ovče pole. Kotline poznate po svom nazivu - ovcama i proizvodima od ovaca.

## Povijest
Po legendi, grad je podignut i dobio je ime po crkvi Sv. Nikole, koja je podignuta na početku 14. stoljeća, u to vrijeme bila je najveća od 42 crkve iz toga kraja.
U okolici postoje brojni arheološki lokaliteti iz raznih povijesnih razdoblja.

## Poznate osobe rođene u gradu Sveti Nikole
- Kiril Lazarov,  makedonski rukometaš
- Lazar Koliševski (1914. – 2000.), makedonski političar

## Vanjske poveznice
- Sveti Nikole